# 4차 곡선

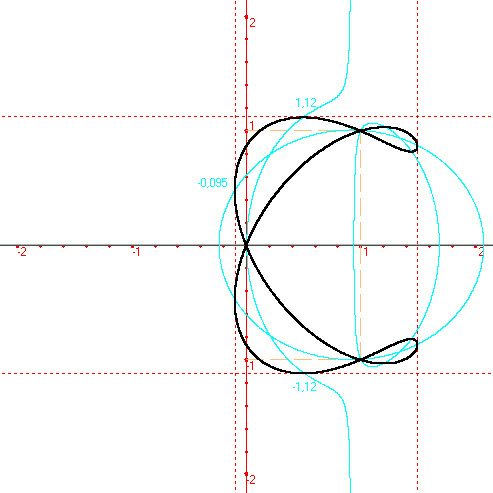

4차 곡선(Quartic plane curve)은 차수가 4인 대수 곡선인 평면곡선이다. 카시니의 난형선이나 렘니스케이트, 리마송, 히포페데가 유명한 4차 곡선이다.

## 같이 보기
- 2차 곡선
- 3차 곡선
- 사차 함수